# Hospicio Cabañas
Az Hospicio Cabañas, mai nevén Instituto Cultural Cabañas Mexikó Jalisco államának fővárosában, Guadalajarában található épület, mely 1997 óta a világörökség részét képezi.

## Története
A 18. század végén Don Juan Cruz Ruiz de Cabañas y Crespo püspök alapította meg azt az árvákat és más elesetteket ápoló intézményt, mely később az épületben kapott helyet. A Manuel Tolsá építész tervei alapján, José Gutiérrez irányításával zajló építkezés 1805-től 1810-ig tartott, a kupolát Perdo José Ciprés építette. Az elkészült épület kezdetben a Casa de la Caridad y Misericordia (A Jótékonyság és Irgalom Háza) nevet kapta, de csak néhány hónapig működhetett: a hamarosan kitörő függetlenségi háborúban a házban a spanyolok laktanyát alakítottak ki, mely egészen 1829-ig működött benne. Ekkor azonban visszaalakították eredeti rendeltetésére, és az intézet alapítójának tiszteletére az Hospicio Cabañas nevet adták neki.
Az 1910-ben kitörő forradalomban az épület a kormány tulajdonába került. Egészen 1980-ig eredeti rendeltetéséhez hasonló szociális intézmény működött benne, de ebben az évben lakói kényelmesebb helyre költöztek, itt pedig hamarosan kulturális központot alakítottak ki.

## Az épület

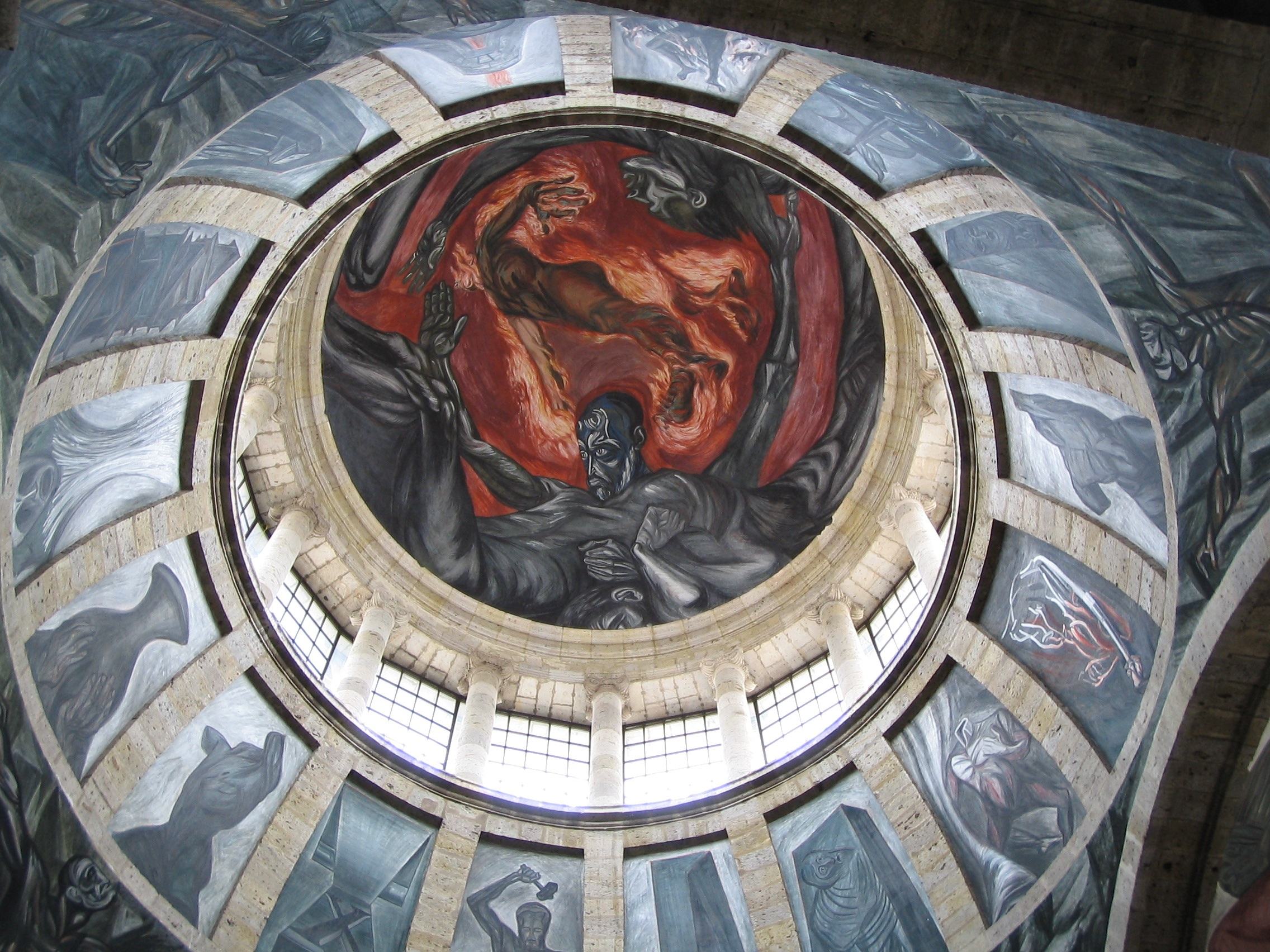
José Clemente Orozco egyik festménye (Hombre en Llamas, vagyis Ember lángokban) a belső térben

Az épület Mexikó egyik legjelentősebb klasszicista alkotása. Alaprajza téglalap, középen a kereszt alaprajzú Capilla Mayorral (nagy(obb) kápolna). Homlokzatának sima falát 6 dór oszlop tagolja. A kápolna kupoláját két koncentrikus körben elhelyezett dór és jón stílusú oszlopok tartják, csúcsát egy 5 méter magas lanterna zárja.
Az épület belsejében 23 kisebb-nagyobb udvar helyezkedik el szimmetrikusan, melyeket fedett, toszkán oszlopokból álló árkádokkal szegélyezett folyosók kötnek össze. Hátsó részében még egy kisebb, mértékletesebb kápolna található, melyet korábban az intézet ebédlőjeként használtak.
A Capilla Mayorban a híres festő, José Clemente Orozco 57 freskója látható, melyeket 1938 és 1939 között készített.